# Daisies of the Galaxy
Daisies of the Galaxy è il terzo album discografico in studio del gruppo musicale statunitense Eels, pubblicato nel 2000 per la Dreamworks.

## Tracce
1. Grace Kelly Blues - 3:38
2. Packing Blankets - 2:07
3. The Sound of Fear - 3:33
4. I Like Birds - 2:35
5. Daisies of the Galaxy - 3:27
6. Flyswatter - 3:20
7. It's a Motherfucker – 2:14
8. Estate Sale - 1:36
9. Tiger in My Tank - 3:07
10. A Daisy Through Concrete - 2:26
11. Jeannie's Diary - 3:37
12. Wooden Nickels - 2:55
13. Something Is Sacred - 2:52
14. Selective Memory - 2:44
15. Mr. E's Beautiful Blues - 3:58 (traccia nascosta)